# Alfa Muscae
Alfa Muscae (α Muscae, förkortad Alfa Mus, α Mus), som är stjärnans Bayer-beteckning, är en ensam stjärna i mellersta delen av stjärnbilden Flugan. Den har en genomsnittlig skenbar magnitud av 2,7, är synlig för blotta ögat och är den ljusaste stjärnan i stjärnbilden. Baserat på parallaxmätning inom Hipparcosuppdraget på ca 10,3 mas, beräknas den befinna sig på ett avstånd av ca 315 ljusår (97 parsek) från solen. Stjärnan har en egenrörelse genom rymden gemensam med undergruppen Lower-Centaurus Crux i Scorpius-Centaurus OB-förening, den till solen närmaste föreningen av medflyttande massiva stjärnor. Alfa Muscae har en snabb egenrörelse på 10 km/s, men kan trots detta inte betraktas som en flyktstjärna.

## Egenskaper
Alfa Muscae är en blå till vit underjättestjärna av spektralklass B2 IV-V, som verkar utvecklas bort från huvudserien i takt med att förrådet av väte i dess kärna förbrukas. Den har en massa som är nästan 9 gånger större än solens massa, en radie som är nästan 5 gånger solens radie och avger ca 4 000 gånger mer energi än solen från dess fotosfär vid en effektiv temperatur på ca 21 400 K.
Alfa Muscae är en pulserande variabel av Beta Cephei-typ (BCEP). Den varierar mellan skenbar magnitud +2,68 och 2,73 med en period av ungefär 0,09 dygn eller 2,17 timmar.